# Satzschließer
Ein Satzschließer ist beim Bleisatz die Vorrichtung zum Ausbinden des Satzes. Damit soll dieser gegen Umfallen gesichert werden.
Die klassische Methode ist das Ausbinden des Satzes mit Kolumnenschnur unter Zuhilfenahme der Setzerahle. Die Schnur, welche aus Hanf besteht, wird dabei mehrmals um den fertigen Satz gewickelt. Das Ende wird nicht verknotet, sondern in einer Schlaufe mit Hilfe der Setzerahle unter den Wicklungen hindurchgefädelt und festgezogen. 
Als Ersatz für die Kolumnenschnur wurden Satzschließer entwickelt, wobei es verschiedene Systeme gibt. Beim „Quick-S“ sind es ausziehbare Schienen, die durch Federn gespannt werden und sich an den Ecken zusammenstecken lassen. Der Schließer „druck mit“ verwendet jeweils eine starre Schiene vor der ersten und nach der letzten Zeile. In eine Nut am Ende der Schienen wird ein dazu passendes Gummiband eingehängt, das den Satz fixiert. Eine weitere Methode funktioniert mit einem breiten Band, das mit einem Verschluss versehen ist und den umbrochenen Satz zusammenhält. Dieses Verfahren wurde jedoch erst in den letzten Jahren des Bleisatzes verwendet.